# Pasaportes de la Unión Europea
La propia administración comunitaria de la Unión Europea no expide pasaportes, pero los pasaportes expedidos por sus 27 Estados miembros comparten ciertas características de diseño.
Los pasaportes de los Estados miembros, a excepción del croata, son de color borgoña, con el escudo del Estado miembro de la Unión Europea en el centro de la tapa frontal del pasaporte. Las palabras «pasaporte» y «Unión Europea» («Comunidad Europea» hasta 1997), en el idioma oficial del país, se encuentran inscritos sobre el escudo y el nombre del país. Desde 2009 dichos pasaportes son biométricos y tienen el símbolo de datos biométricos en el fondo.

Art 23 del Tratado de Funcionamiento:
Todo ciudadano de la Unión podrá acogerse, en el territorio de un tercer país en el que no esté representado el Estado miembro del que sea nacional, a la protección de las autoridades diplomáticas y consulares de cualquier Estado miembro, en las mismas condiciones que los nacionales de dicho Estado.

Todo ciudadano de la Unión también tiene derecho a la asistencia y protección diplomáticas en las embajadas de la propia Unión Europea.
En el chip, se incluyen, además dos huellas dactilares y la imagen del portador planas del portador. Aunque a los niños menores de 12 años no se les incluyen las huellas, ni tampoco a personas con impedimentos físicos o mentales.

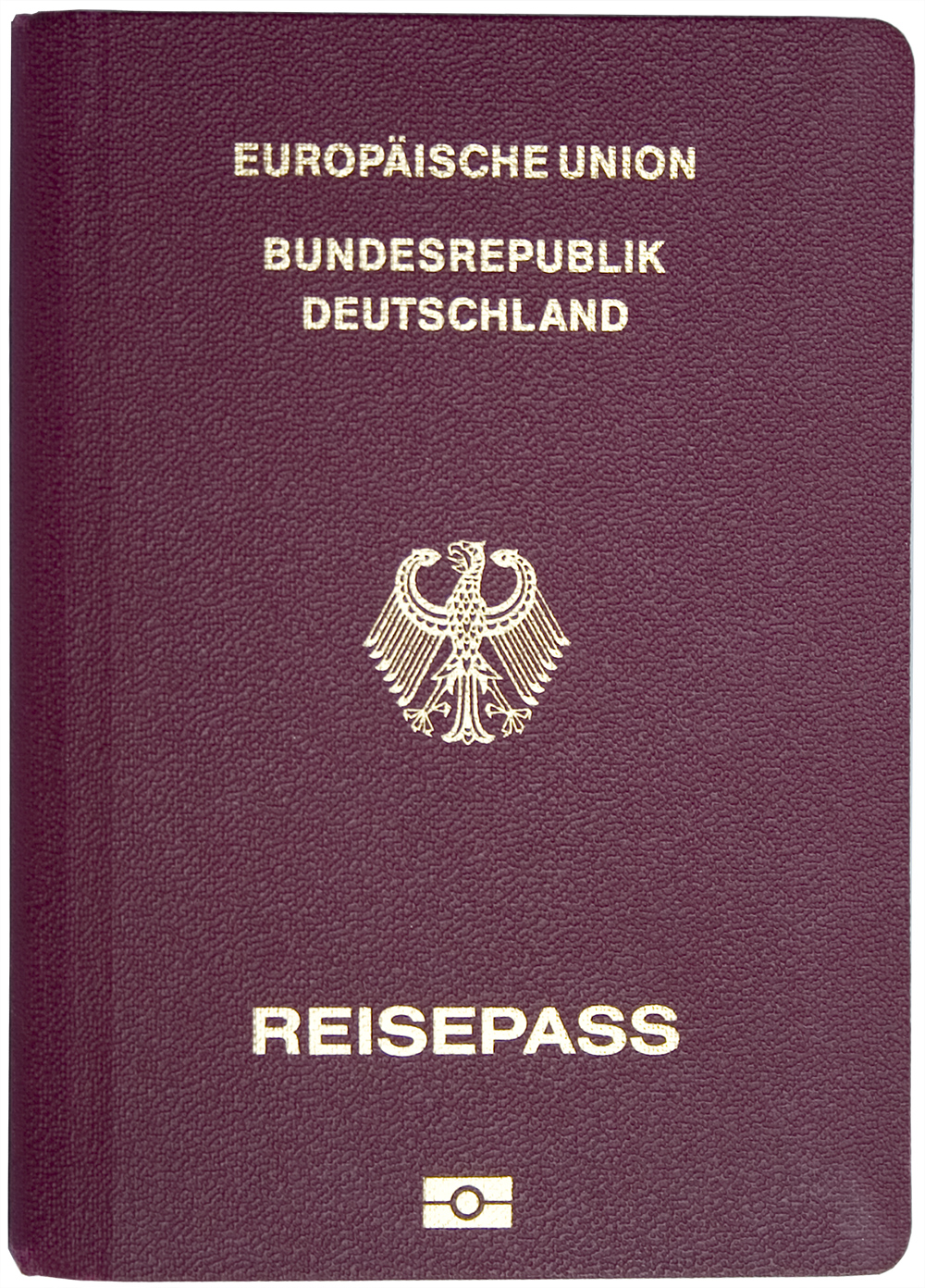
Pasaporte alemán
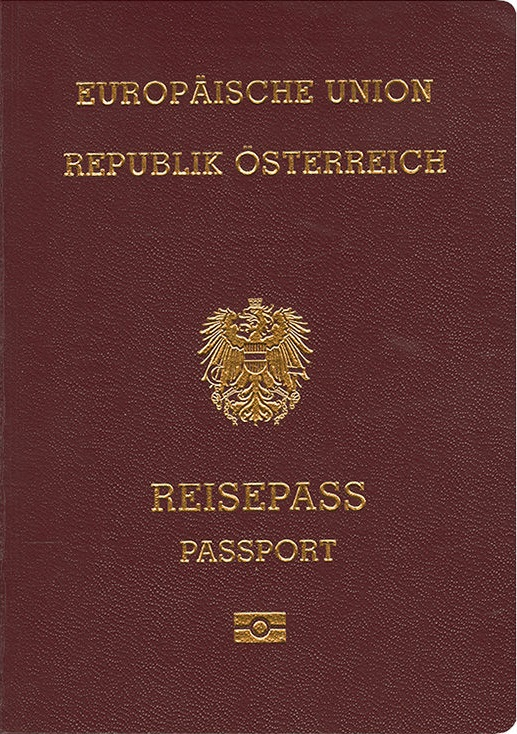
Pasaporte austriaco
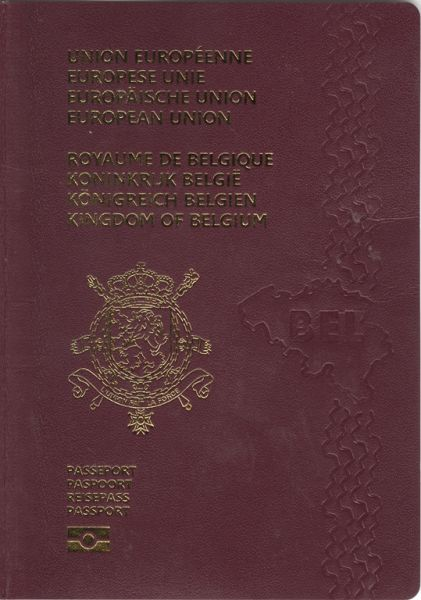
Pasaporte belga
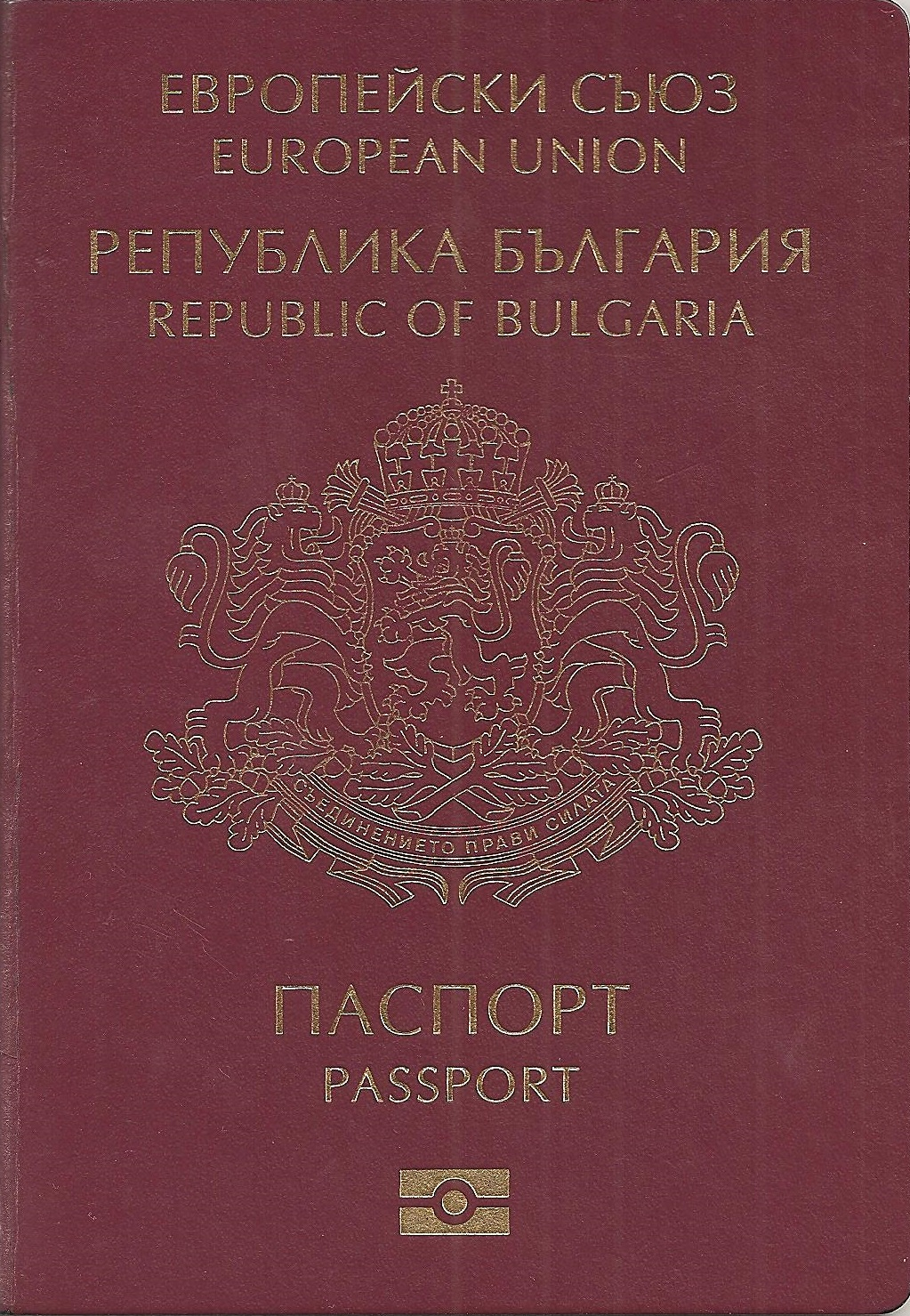
Pasaporte búlgaro
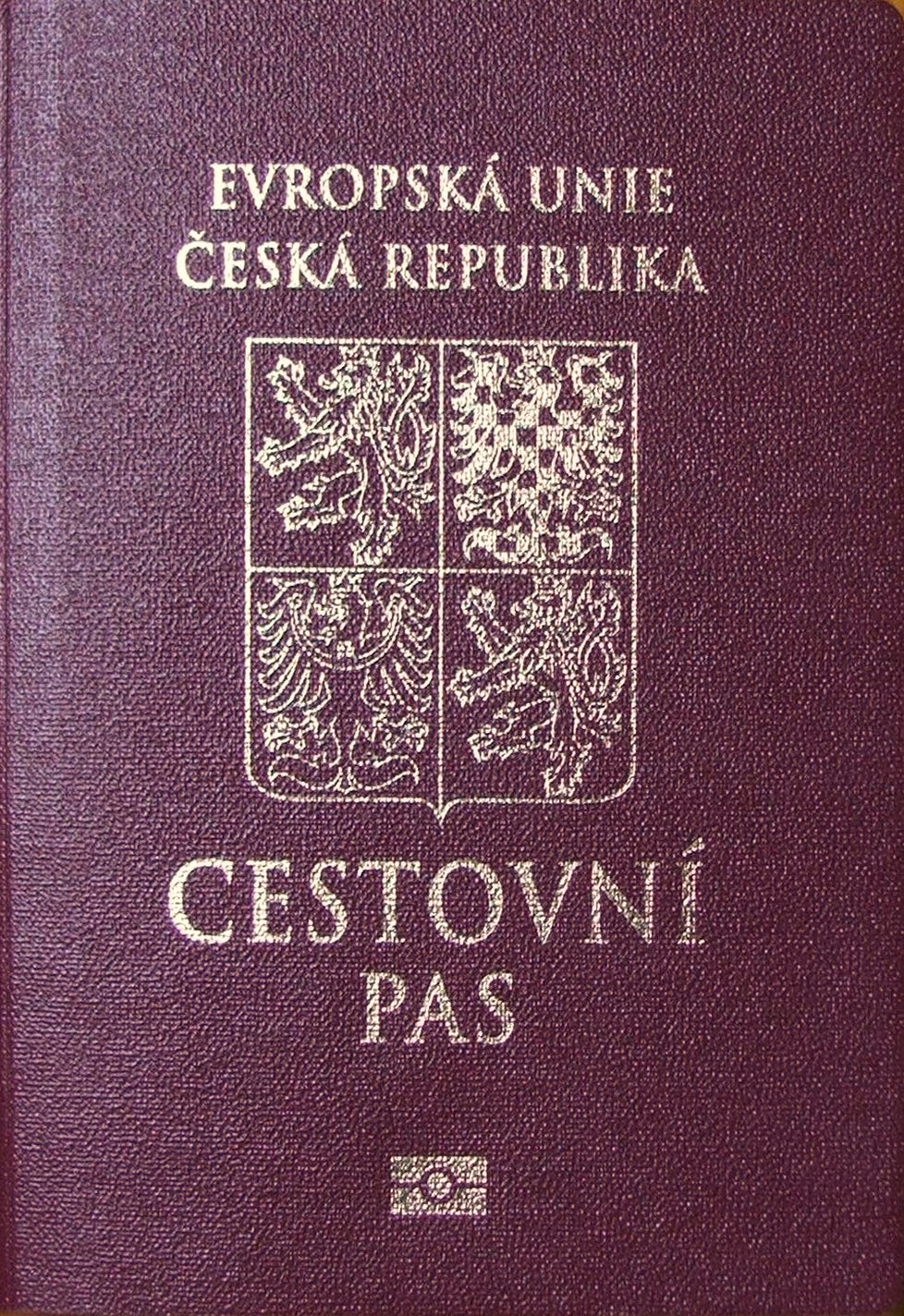
Pasaporte checo
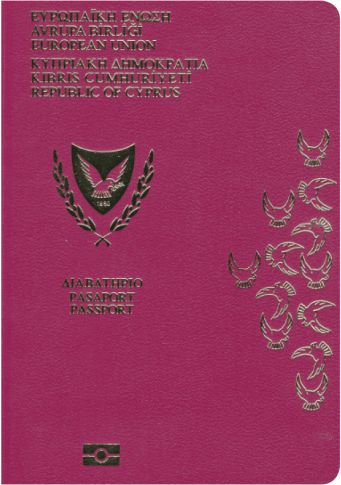
Pasaporte chipriota
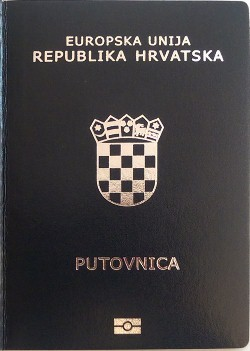
Pasaporte croata
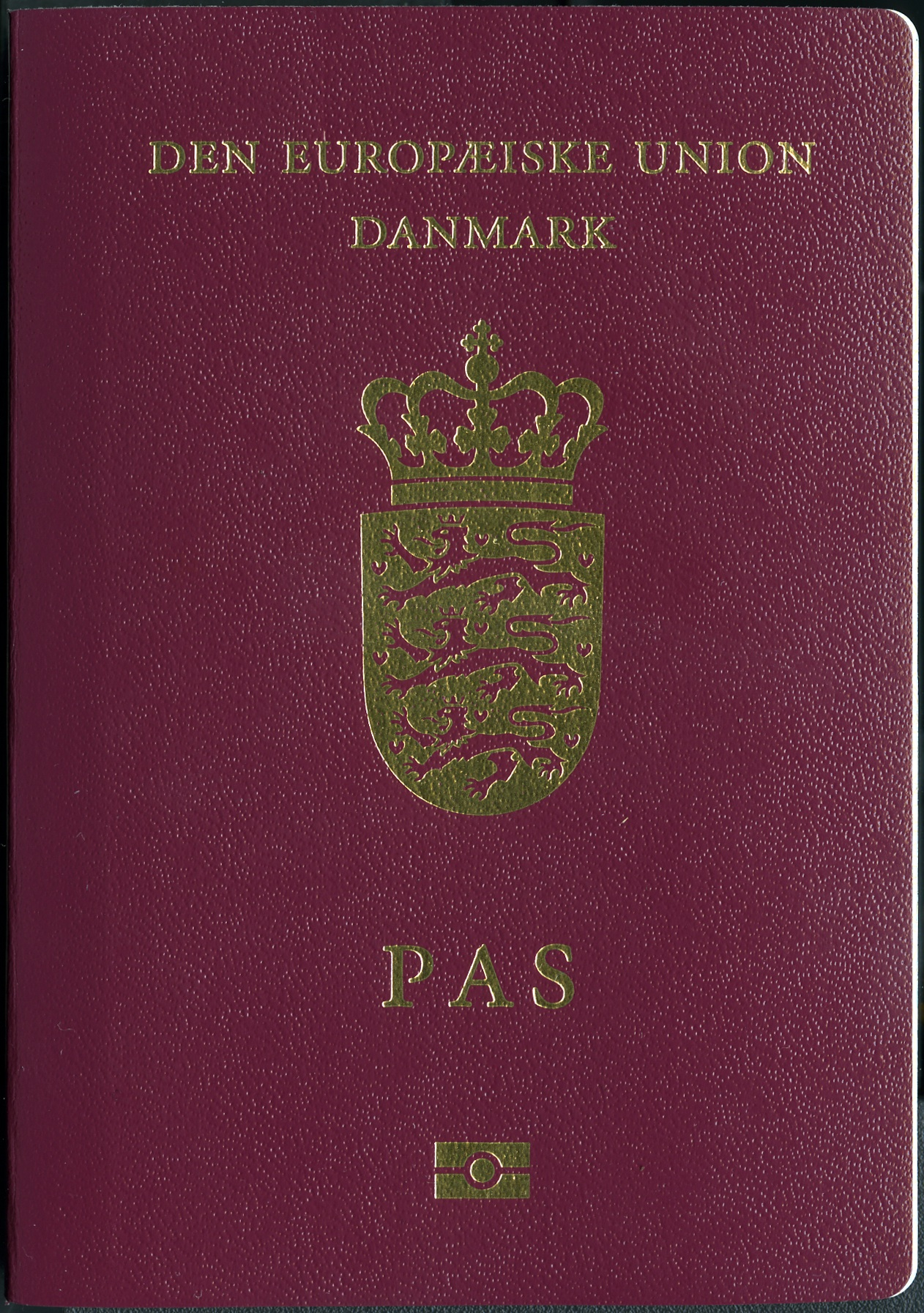
Pasaporte danés
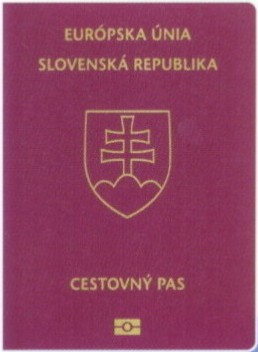
Pasaporte eslovaco
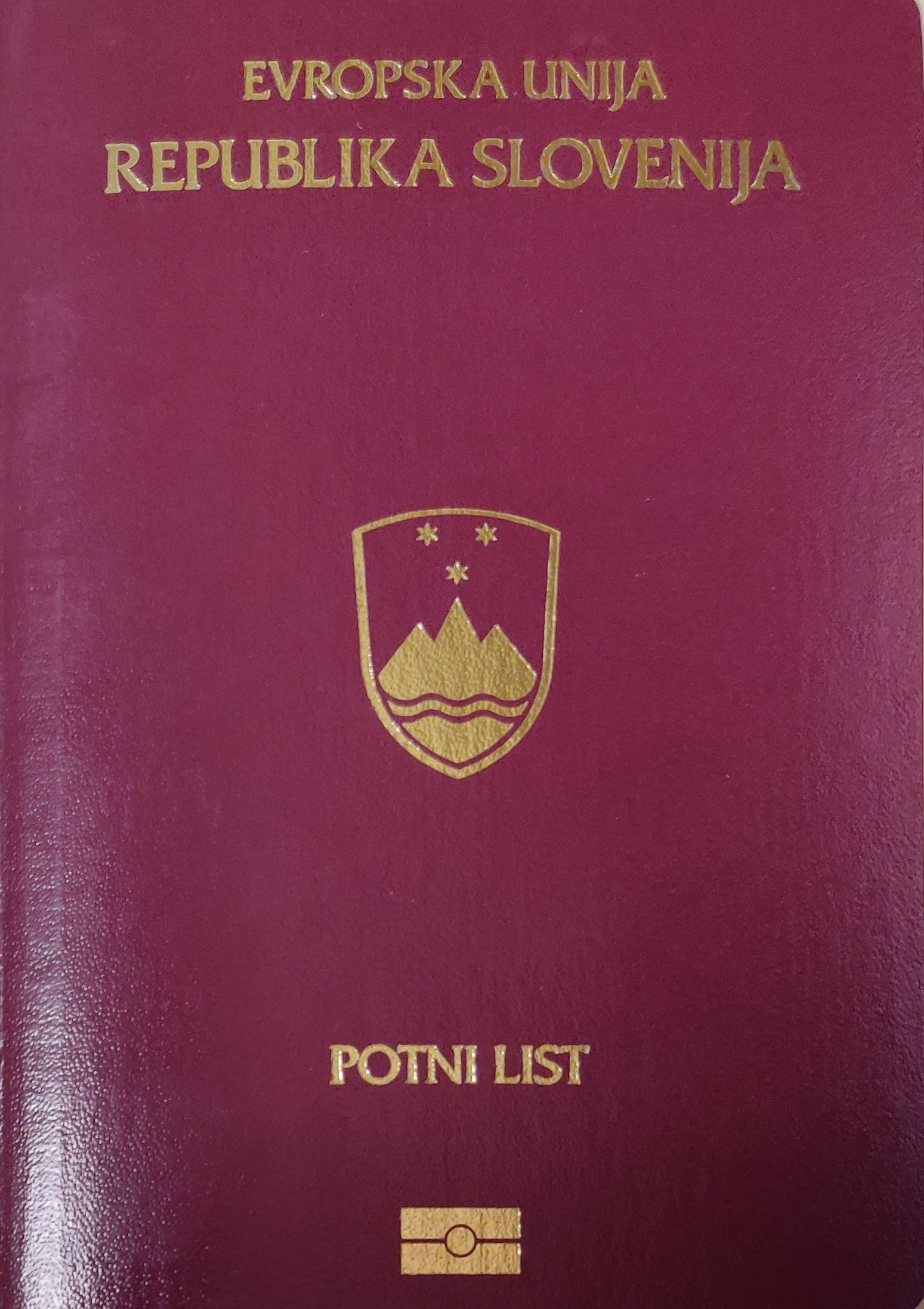
Pasaporte esloveno
Pasaporte español
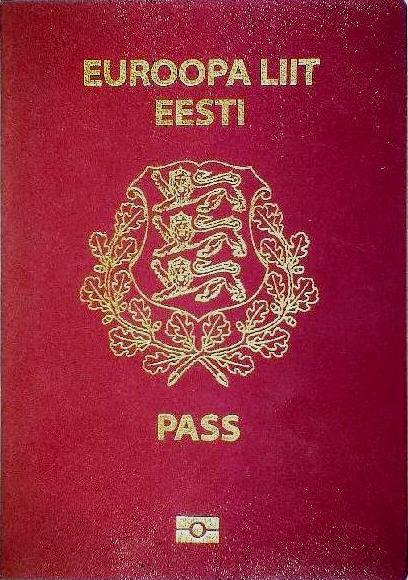
Pasaporte estonio
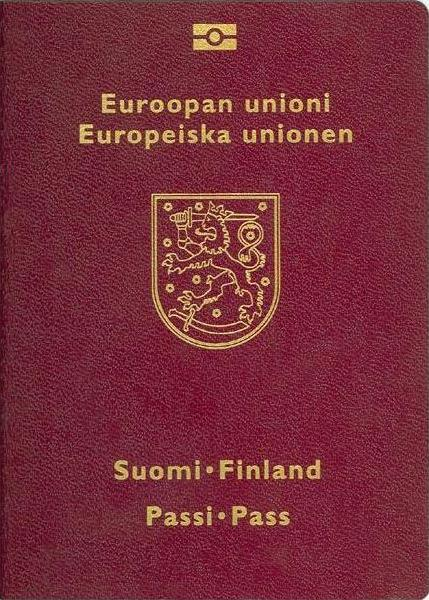
Pasaporte finlandés
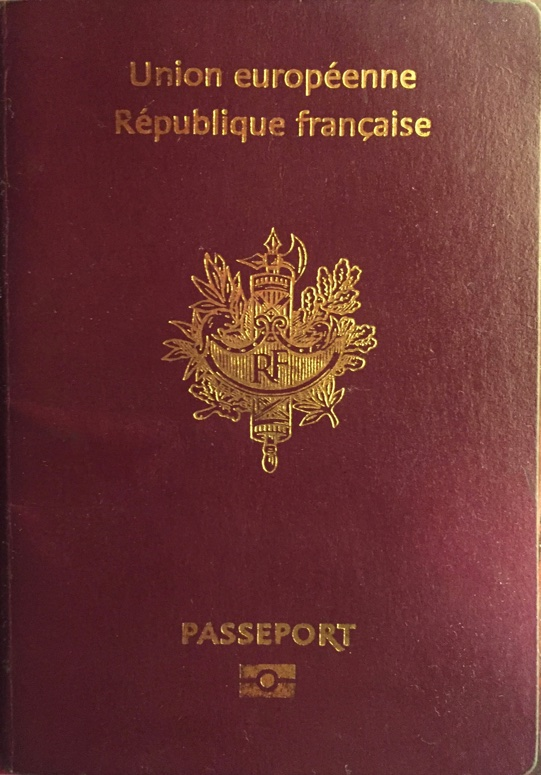
Pasaporte francés
Pasaporte griego
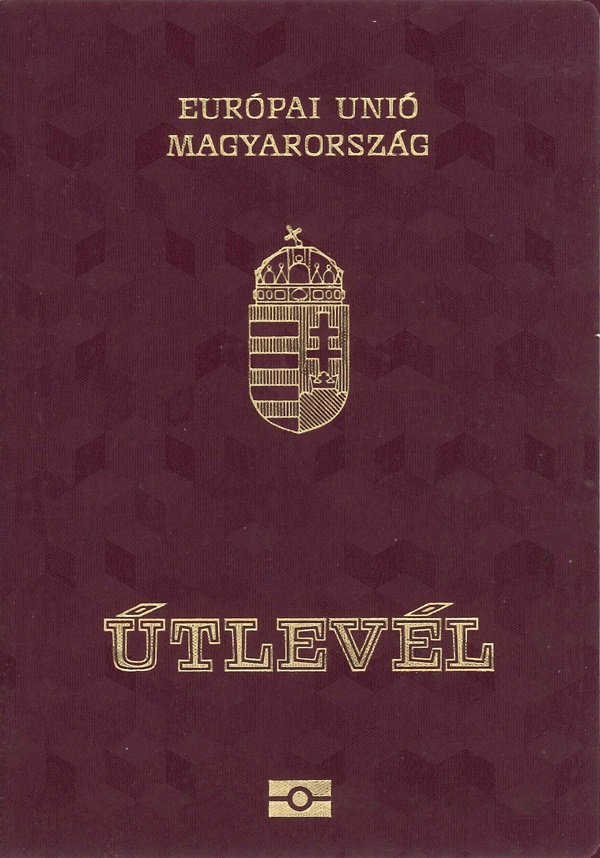
Pasaporte húngaro
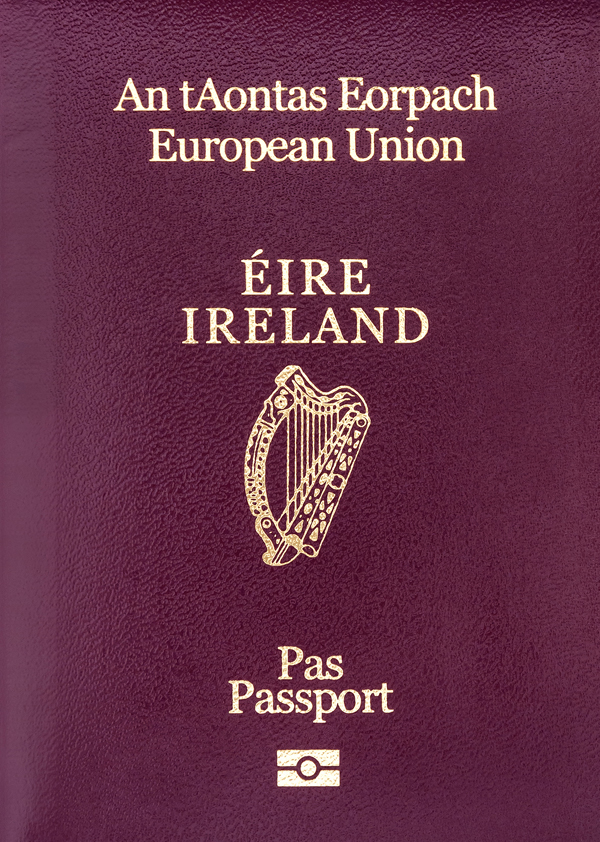
Pasaporte irlandés
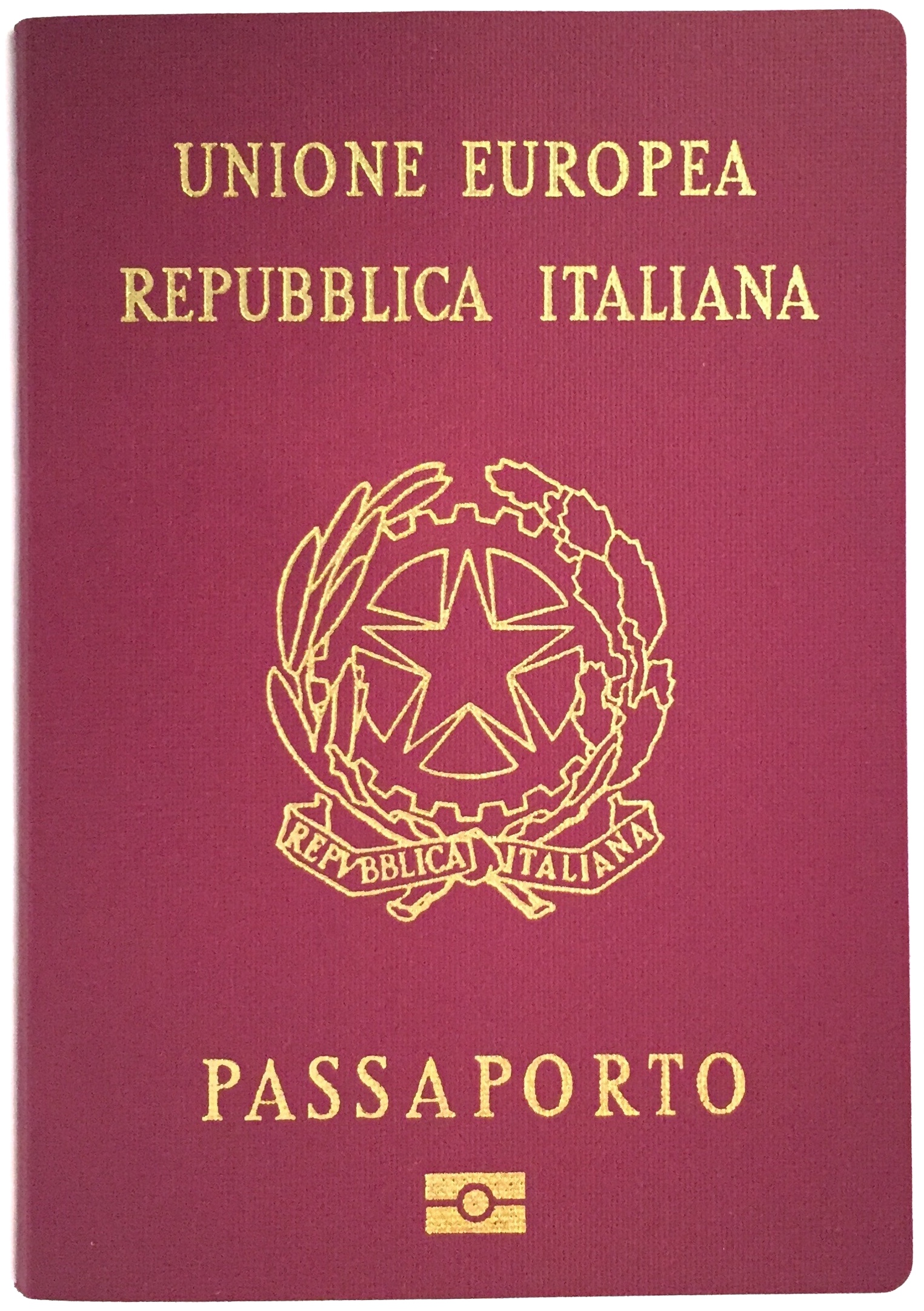
Pasaporte italiano
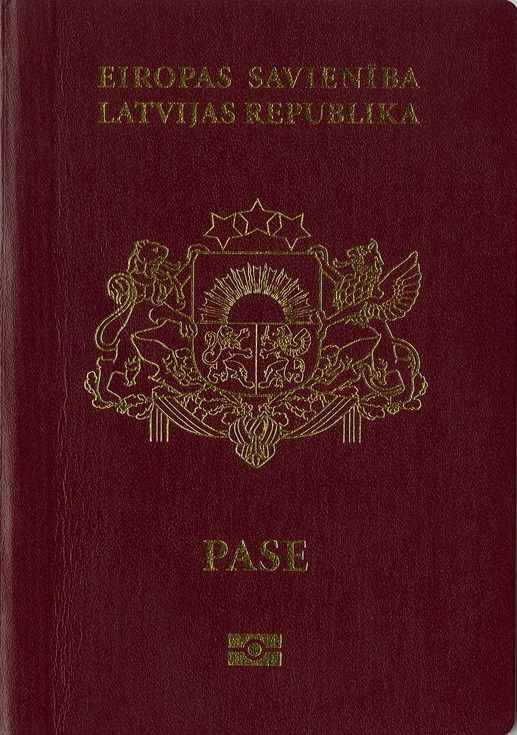
Pasaporte letón
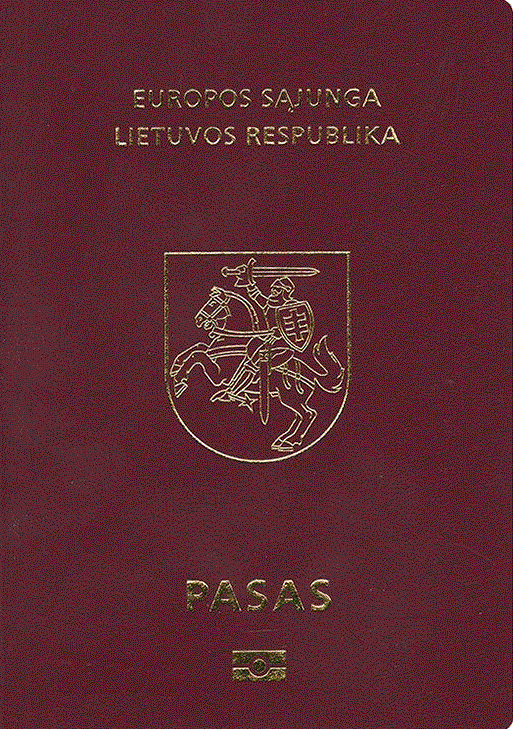
Pasaporte lituano
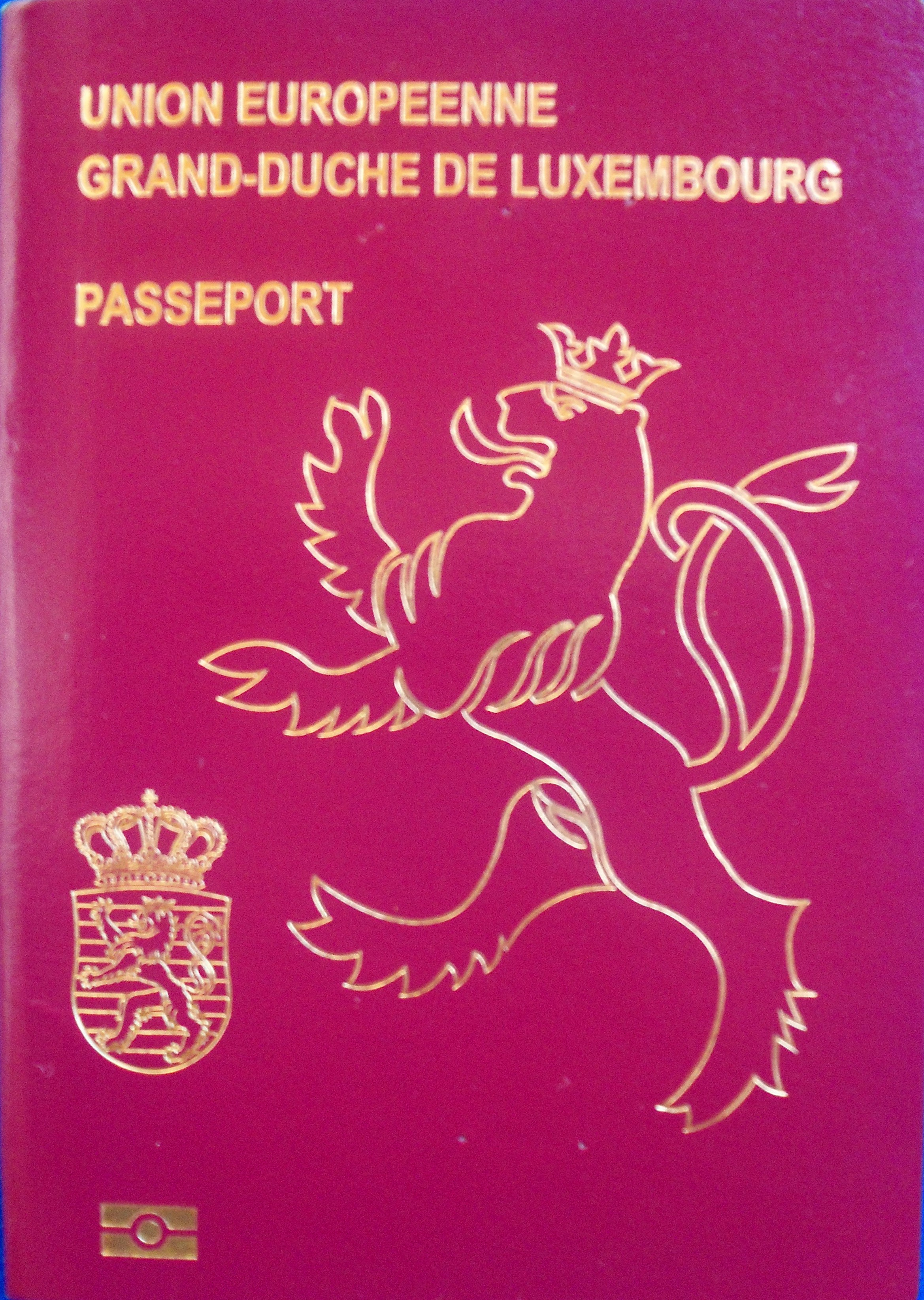
Pasaporte luxemburgués
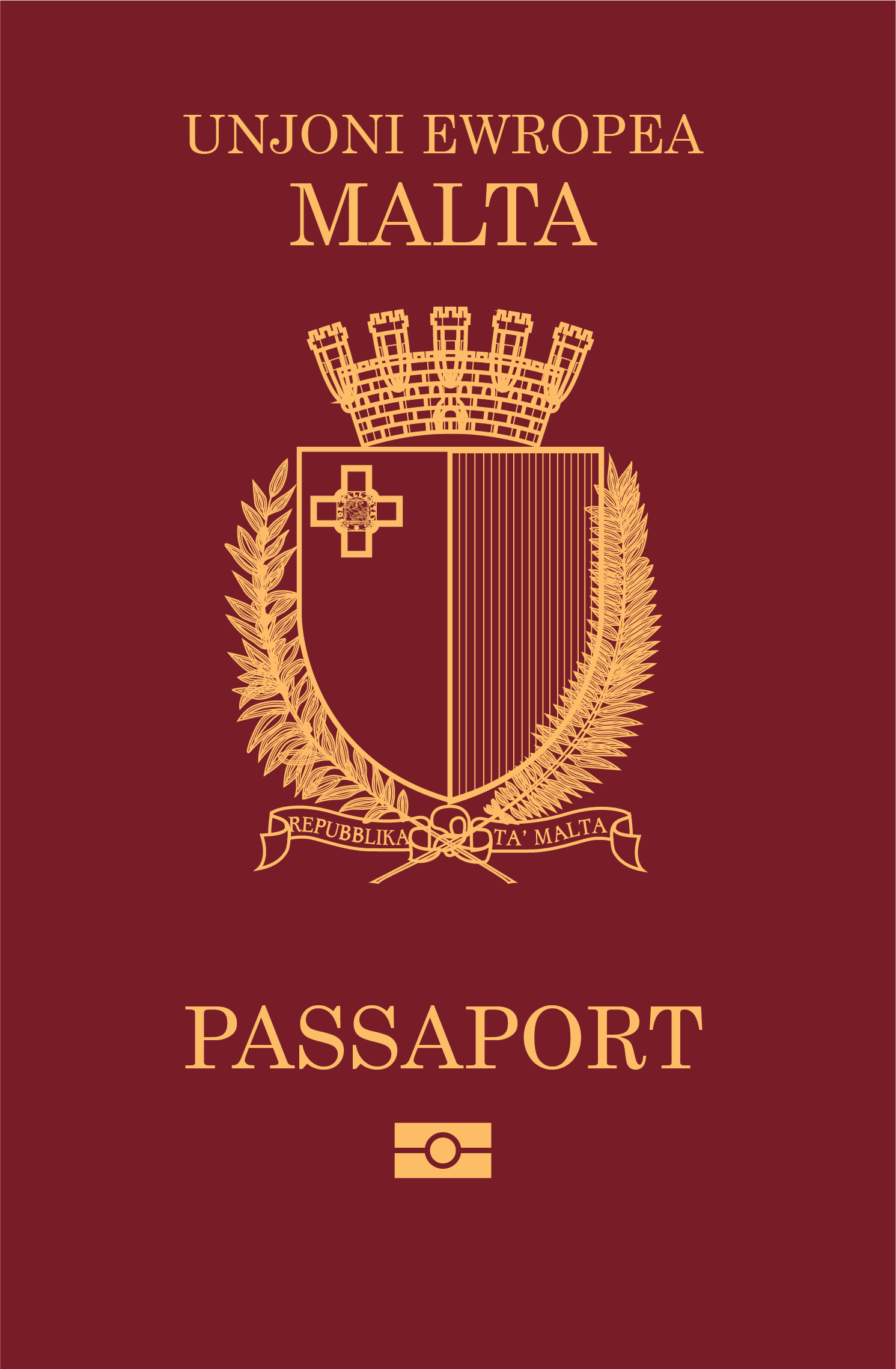
Pasaporte maltés
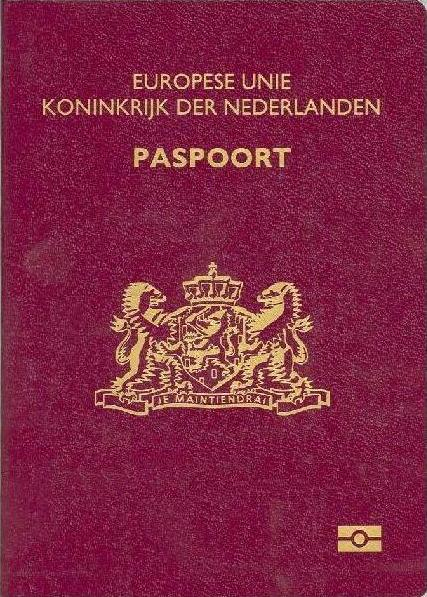
Pasaporte neerlandés
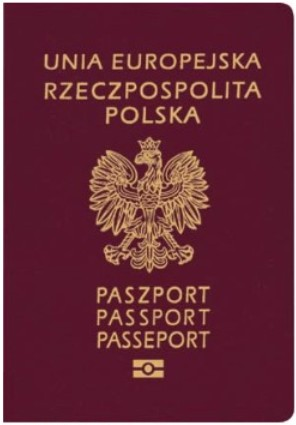
Pasaporte polaco
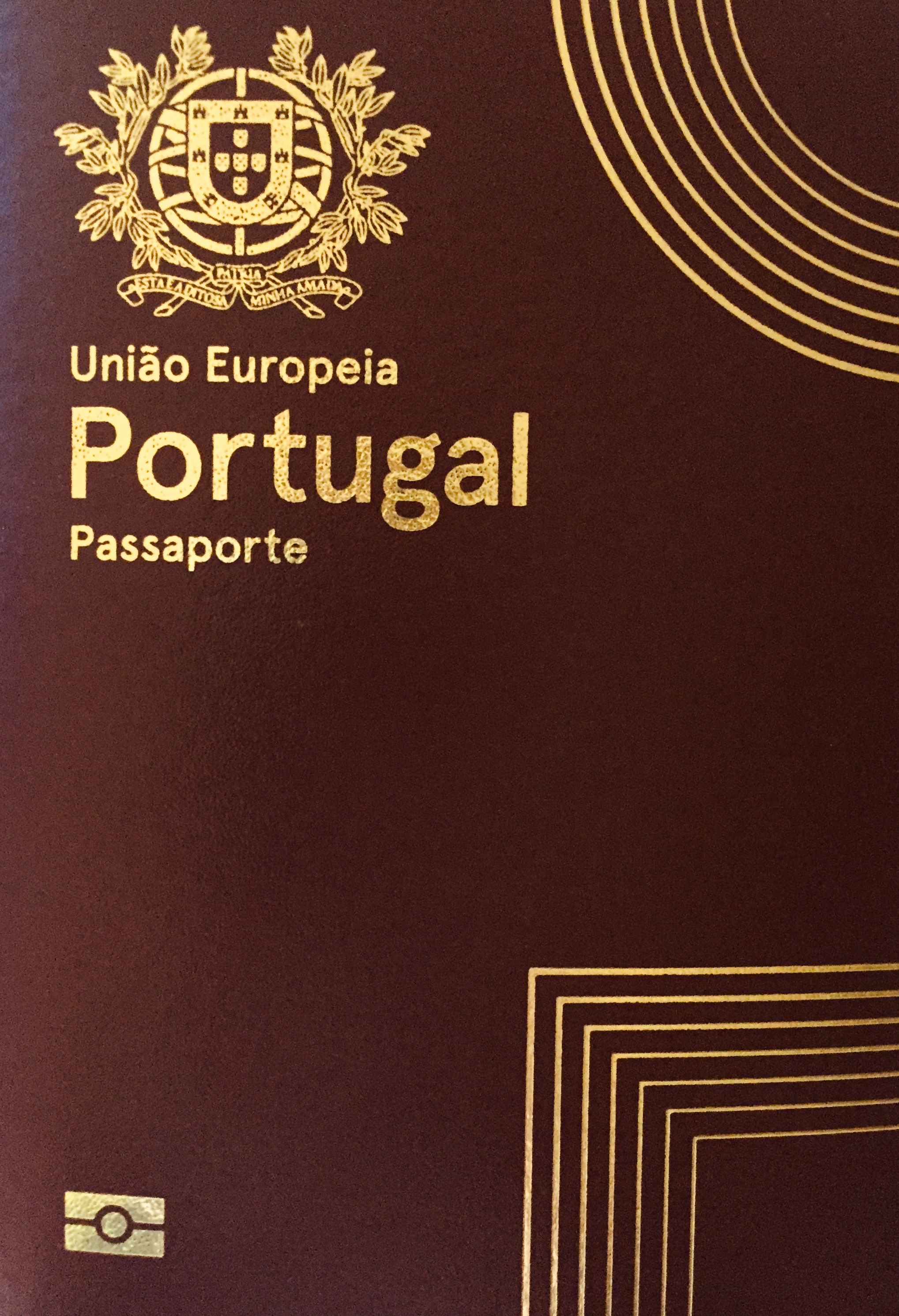
Pasaporte portugués
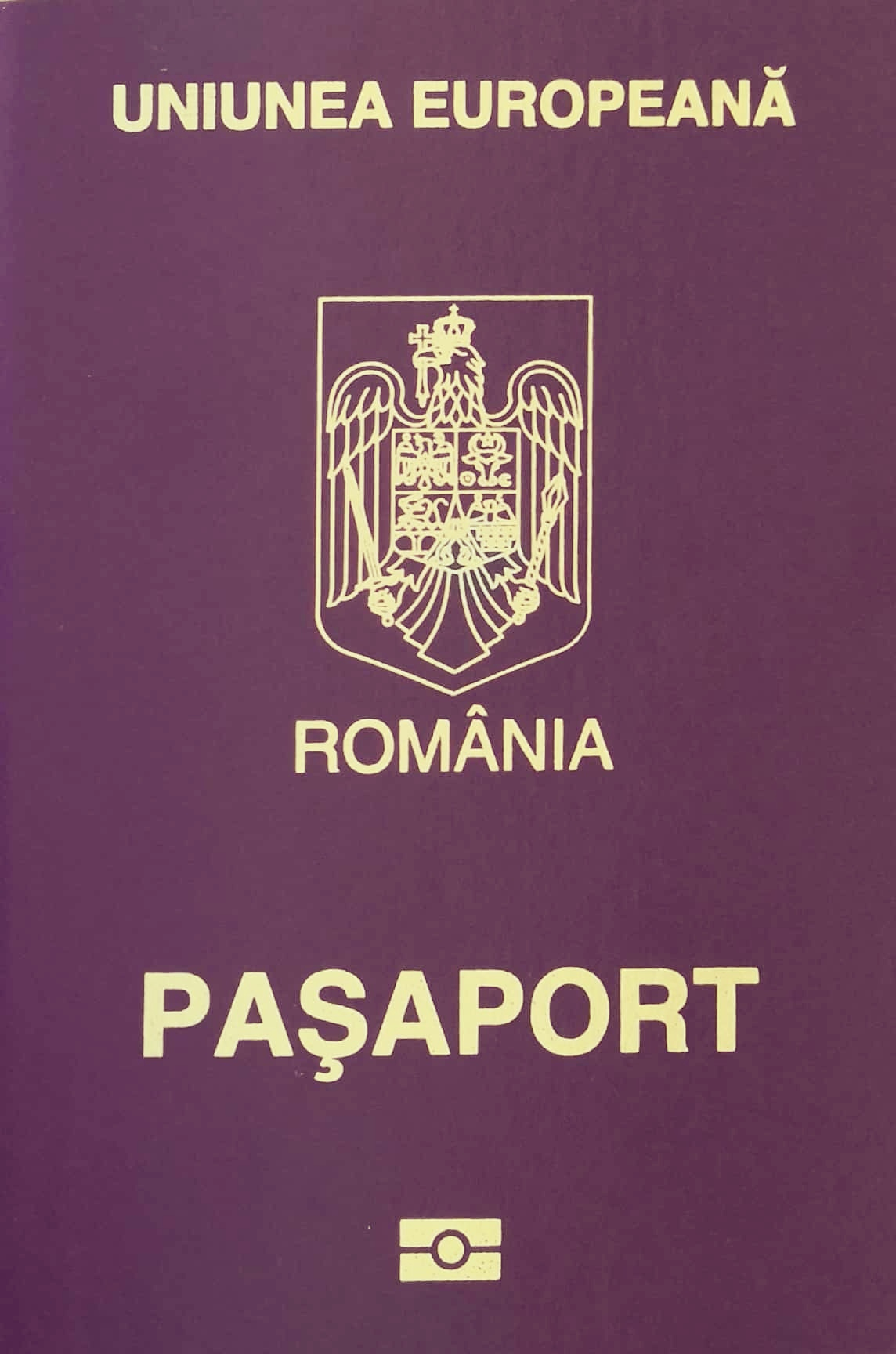
Pasaporte rumano
Pasaporte sueco